# عدي ميرشانت
عدي ميرشانت (بالإنجليزية: Uday Merchant) (و. 1916 – 1985 م) هو لاعب كريكت من الهند، والراج البريطاني، توفي عن عمر يناهز 69 عاماً.